# Délicieux - L'amore è servito
Délicieux - L'amore è servito (Délicieux) è un film del 2021 diretto da Éric Besnard.

## Trama
Francia, 1789. Pierre Manceron è uno chef estremamente talentuoso e creativo che lavora alle dipendenze del duca di Chamfort. Durante un importante pranzo che permetterebbe al duca e allo stesso Pierre di avvicinarsi alla corte di Versailles, tutti gli ospiti si congratulano con lo chef ad eccezione dell'abate: egli, dopo aver assaggiato l'antipasto Il Delizioso, una nuova creazione a base di patate e tartufo che non era prevista nel menù originale, si offende ritenendo oltraggiosa l'idea di offrire ai nobili buongustai quello che lui considera cibo che «va bene per i maiali». Gli ospiti, ridendo sguaiatamente, si affrettano a concordare con l'abate, e il duca, mortificato, chiede a Pierre di scusarsi. Quest'ultimo rifiuta, viene licenziato e torna nella casa di famiglia con il figlio Benjamin, orfano di madre dall'età di tre anni e avido lettore dell'Illuminismo; lì apprende da Jacob, un amico di famiglia, che suo padre è morto di dissenteria e che la regione è piena di poveri alla disperata ricerca di cibo a causa della carestia.
Per tirare avanti Pierre apre una locanda. Qualche tempo dopo si presenta una donna, Louise, la quale afferma di voler diventare sua apprendista. Nonostante la sua idea fissa di non cucinare più, alla fine Pierre si arrende e accetta la proposta di Louise, non senza porsi qualche domanda su di lei, che infatti gli racconta di essere un'ex prostituta e di voler iniziare una nuova vita. Col tempo Pierre comincia a provare un sentimento per Louise.
Un giorno Hyacinthe, intendente del duca di Chamfort, viene a riscuotere la tassa e informa Pierre che il duca rimpiange i suoi piatti perciò, approfittando di un viaggio a Parigi, durante il ritorno tra quindici giorni si fermerà alla locanda, e se il pasto sarà di suo gradimento lo riprenderà con sé al castello. Tuttavia, qualche giorno dopo un messaggero comunica che il duca si fermerà l'indomani, sconfortando Pierre che teme di non riuscire a preparare tutto in tempo e a far arrivare gli assistenti dal castello, ma Louise insiste affinché il pranzo abbia luogo. Purtroppo la morte di Jacob, schiacciato da una botte, e un incendio in cantina provocato involontariamente da Benjamin, rendono il compito ancora più difficile. Pierre si ferisce alle mani mentre cerca di salvare alcuni piatti; aiutato da Louise, però, riesce a creare un pasto che aveva già offerto alla locanda.
Sfortunatamente la carrozza passa senza fermarsi, e con una lettera Hyacinthe spiega loro che il duca ha già mangiato e che probabilmente non si presenterà per molto tempo. A quel punto Louise, furiosa e delusa, rivela a Pierre che gli aveva mentito sul suo conto, confessandogli la sua vera identità: in realtà lei è la marchesa de la Varennes. Il suo defunto marito, François, è stato vittima di una truffa ordita dal duca, di cui era amico, tramite la Compagnia delle Indie, dato che lo usava come prestanome per comprare dei titoli e François non sapeva dire di no; oltre a ciò il duca aveva preso a corteggiare Louise, che però lo respingeva, così minacciò di rovinarli, anche se lei non gli credette, e infatti in pochi giorni finirono in rovina. François voleva raccontare tutto a Versailles, ma un giorno venne trovato appeso ad un albero in cortile, chiaramente assassinato dal duca; lei tentò di pugnalare quest'ultimo nel sonno, ma alla fine non se la sentì e si rifugiò in un convento dove ebbe notizia del congedo di Pierre. François elogiava la cucina di Pierre affermando che fosse il più grande orgoglio del duca: dunque era inevitabile che il nobile lo richiamasse, e la donna allora pensò di vendicarsi servendo al duca un piatto che includesse un fungo velenoso, l'Amanita, che lo avrebbe ucciso entro tre giorni.
Sentendosi tradito, Pierre si rifugia nell'alcol e cade da cavallo; Louise si prende cura di lui e quando si sveglia scopre che la donna e Benjamin hanno modernizzato la loro struttura. Tutti e tre insieme danno vita a un ristorante che chiamano Il Delizioso (come l'antipasto che Pierre aveva ideato), con idee rivoluzionarie, dotato di una sala da pranzo, un servizio alla russa e tavoli singoli, offrendo ai viaggiatori un menù accessibile indipendentemente dal loro status sociale. Idee che si rivelano fin da subito vincenti, e il ristorante ottiene presto fama.
Incuriosito, il duca di Chamfort ci ripensa e decide di mangiare nello stabilimento di Pierre, e quando Louise scopre che verrà preferisce andarsene per paura di cosa potrebbe fare se dovesse nuovamente trovarsi di fronte a lui. Pierre si rende conto di essersi innamorato di Louise, ma a causa della sua lontananza perde la voglia di cucinare e il ristorante cade in declino. Pierre ritorna al castello, si scusa per la sua condotta passata e il duca accetta il suo invito; successivamente si reca al convento dove Louise si è ritirata, le confessa il suo amore, ampiamente ricambiato, e accetta di tornare quando viene a sapere del piano che ha escogitato.
Il duca di Chamfort e la sua amante, la contessa di Saint-Genet, iniziano a pranzare proprio con l'antipasto Il Delizioso (alla contessa piacciono le patate, dunque il duca fa buon viso). Poco dopo però Pierre, il quale aveva promesso che avrebbe privatizzato il suo ristorante solo per loro, fa entrare nella struttura altri clienti, attirati anche dalla presenza del duca. Comprendendo che Pierre gli ha mentito e sentendosi umiliato dal dover mangiare con persone di classi inferiori alla sua, il duca promette allo chef che farà impiccare lui e Louise, la quale ha preso coraggio e si è finalmente mostrata. Louise lo affronta dicendo che in tal caso andrà dal re a riferirgli dei suoi traffici, degli averi segreti nella Compagnia delle Indie e dell'assassinio del marito, suo suddito fedele. La donna toglie al duca la parrucca e lui fa per darle uno schiaffo, ma viene fermato da Pierre che gli ordina di scusarsi, sostenuto dagli altri clienti. Il duca e la contessa scappano in tutta fretta. Hyacinthe, stanco dei capricci del duca, decide di rimanere al ristorante, che nel frattempo si riempie nuovamente di clienti tornando alla vitalità di una volta.

## Colonna sonora
La colonna sonora (composta da 17 brani per una durata complessiva di 40:33) è stata realizzata da Christophe Julien. L'album è stato pubblicato il 9 settembre 2021 dall'etichetta Nord-Ouest Films.
1. Délicieux – 3:28
2. Le repas – 1:07
3. Les saisons – 3:11
4. L'exil – 1:23
5. L'éveil des sens – 1:04
6. La renaissance – 3:44
7. Le miroir de nos vies – 1:58
8. Les gourmets – 2:16
9. Elégance du geste – 2:05
10. Le poison – 1:32
11. La veillée – 1:39
12. Le temps d'une vie – 1:03
13. Le restaurant – 1:38
14. Passer et ne jamais revenir – 1:45
15. Vous me le paierez – 3:37
16. 1789 – 3:09
17. Délicieux (générique fin) – 5:54

## Distribuzione
Il film è arrivato in Italia direttamente in televisione tramite BiM Distribuzione, trasmesso in prima visione il 20 febbraio 2022 alle ore 21:15 sul canale Sky Cinema Due.

## Accoglienza
Sull'aggregatore Rotten Tomatoes il film è stato valutato positivamente dal 100% delle critiche professionali.

## Riconoscimenti
- 2022 – International Film Music Critics Association[4]
  - Candidatura per la miglior colonna sonora in un film commedia a Christophe Julien
- 2022 – Premio César[5]
  - Candidatura per la miglior scenografia a Bertrand Seitz
  - Candidatura per i migliori costumi a Madeline Fontaine